# Yesterday and Tomorrow
《Yesterday and Tomorrow》是日本二人组合柚子（ゆず）的第25张单曲。2008年6月25日由其所属公司Senha&Company发售。